# Vireo huttoni
El vireo de Hutton (Vireo huttoni), también denominado vireo reyezuelo (en México) o vireo pardillo, es una especie de ave paseriforme de la familia Vireonidae perteneciente al numeroso género Vireo. Es nativo del oeste de América del Norte y América Central.

## Distribución y hábitat
Se distribuye desde el extremo suroeste de Canadá, por el oeste de Estados Unidos, México, hasta Belice y el suroeste de Guatemala.
Su hábitat preferencial consiste de bosques templados y bosques húmedos montanos tropicales y subtropicales.

## Sistemática

### Descripción original
La especie V. huttoni fue descrita por primera vez por el ornitólogo estadounidense John Cassin en 1851 bajo el mismo nombre científico; localidad tipo «Monterey, California, USA».

### Taxonomía
Puede estar muy próximamente emparentado con Vireo carmioli; se precisan más estudios. Existe una divergencia muy amplia entre el grupo de subespecies de la costa, nominal huttoni y el grupo de las del interior stephensi, indicando una separación genética efectiva de tiempo suficientemente largo como para levantar la cuestión de separación de las especies; se precisan más estudios. La subespecie propuesta insularis, es sinonimizada con obscurus. 

### Subespecies
Según la clasificación del Congreso Ornitológico Internacional (IOC) (Versión 6.2, 2016) y Clements Checklist v.2015,  se reconocen 12 subespecies, con su correspondiente distribución geográfica:
- Grupo politípico huttoni:
  - Vireo huttoni huttoni Cassin, 1851 - oeste de California desde Monterey al sur a lo largo de la costa hasta Santa Bárbara, también islas Santa Rosa y Santa Cruz.
  - Vireo huttoni obscurus Anthony, 1891 - extremo suroeste de Canadá (suroeste de Columbia Británica) al sur por el oeste de Estados Unidos hasta el noroeste de California.
  - Vireo huttoni parkesi Rea, 1991 - noroeste de California (al sur hasta el condado de Marín).
  - Vireo huttoni sierrae Rea, 1991 - norte y centro de Sierra Nevada, en el este de California.
  - Vireo huttoni unitti Rea, 1991 - isla Santa Catalina (suroeste de California).
  - Vireo huttoni oberholseri Bishop, 1905 -  sur de California, noroeste de México (norte de Baja California).
  - Vireo huttoni cognatus Ridgway, 1903 - sur de Baja California, en el oeste de México.

- Grupo politípico stephensi:
  - Vireo huttoni stephensi Brewster, 1882 - suroeste de Estados Unidos (centro y este de Arizona, suroeste de Nuevo México) al sur en Sierra Madre hasta Zacatecas, en el centro de México.
  - Vireo huttoni carolinae Brandt, 1938 - sur de Estados Unidos (suroeste de Texas) y este de México (al sur hasta el centro sur de Zacatecas y noroeste de Hidalgo).
  - Vireo huttoni pacificus Phillips, AR, 1966 - suroeste de México (Nayarit al sur hasta el suroeste de Jalisco).
  - Vireo huttoni mexicanus Ridgway, 1903 - sur de México (centro y suroeste del estado de México al sur hasta el norte de Oaxaca).
  - Vireo huttoni vulcani Griscom, 1930 - suroeste de Guatemala.